# Olympische Winterspelen 1998
De XVIIIe Olympische Winterspelen werden in 1998 gehouden in Nagano (Japan). Ook Aosta (Italië), Jaca (Spanje), Östersund (Zweden) en Salt Lake City (Verenigde Staten) hadden zich kandidaat gesteld om deze spelen te organiseren.

## Hoogtepunten
- Snowboarden, curling en ijshockey voor vrouwen stonden voor het eerst op het programma.
- Voor het eerst mochten professionals bij het mannen ijshockey meedoen. Het Tsjechische team wist verrassend te winnen.
- Bjørn Dæhlie (Noorwegen) won drie gouden langlauf medailles en bracht zijn totaal daarmee op acht gouden medailles, een record.
- De pas 15-jarige Tara Lipinski (Verenigde Staten) won het kunstrijden en wordt daarmee de jongste winnares van een individueel onderdeel.
- De Canadees Ross Rebagliati won het snowboarden maar werd gediskwalificeerd voor het gebruik van cannabis. Deze uitsluiting werd later weer ongedaan gemaakt.
- Op de afdaling (Alpineskiën) verloor Hermann Maier de macht over zijn ski's en maakte een verschrikkelijke val. Drie dagen later was hij voldoende hersteld en won de Super-G en later ook de slalom.

## Belgische prestaties
De enige Belgische deelnemer aan de Spelen van Nagano had een Nederlands tintje. Bart Veldkamp, die in 1992 goud en in 1994 brons op de 10.000 meter had gehaald, trad in 1998 aan voor België. Nadat hij in Nederland buiten de selectie voor de Spelen viel, besloot hij zich te laten naturaliseren tot Belg om zo toch naar de Spelen te kunnen gaan. De 'schaatsbelg' was succesvol en haalde brons op de 5000 meter en bezorgde België zo de eerste wintersportmedaille sinds 1948.

### Belgische medailles
| Medaille  | Winnaar       | Onderdeel          |
| --------- | ------------- | ------------------ |
| Brons (1) | Bart Veldkamp | schaatsen, 5000 m. |

## Nederlandse prestaties

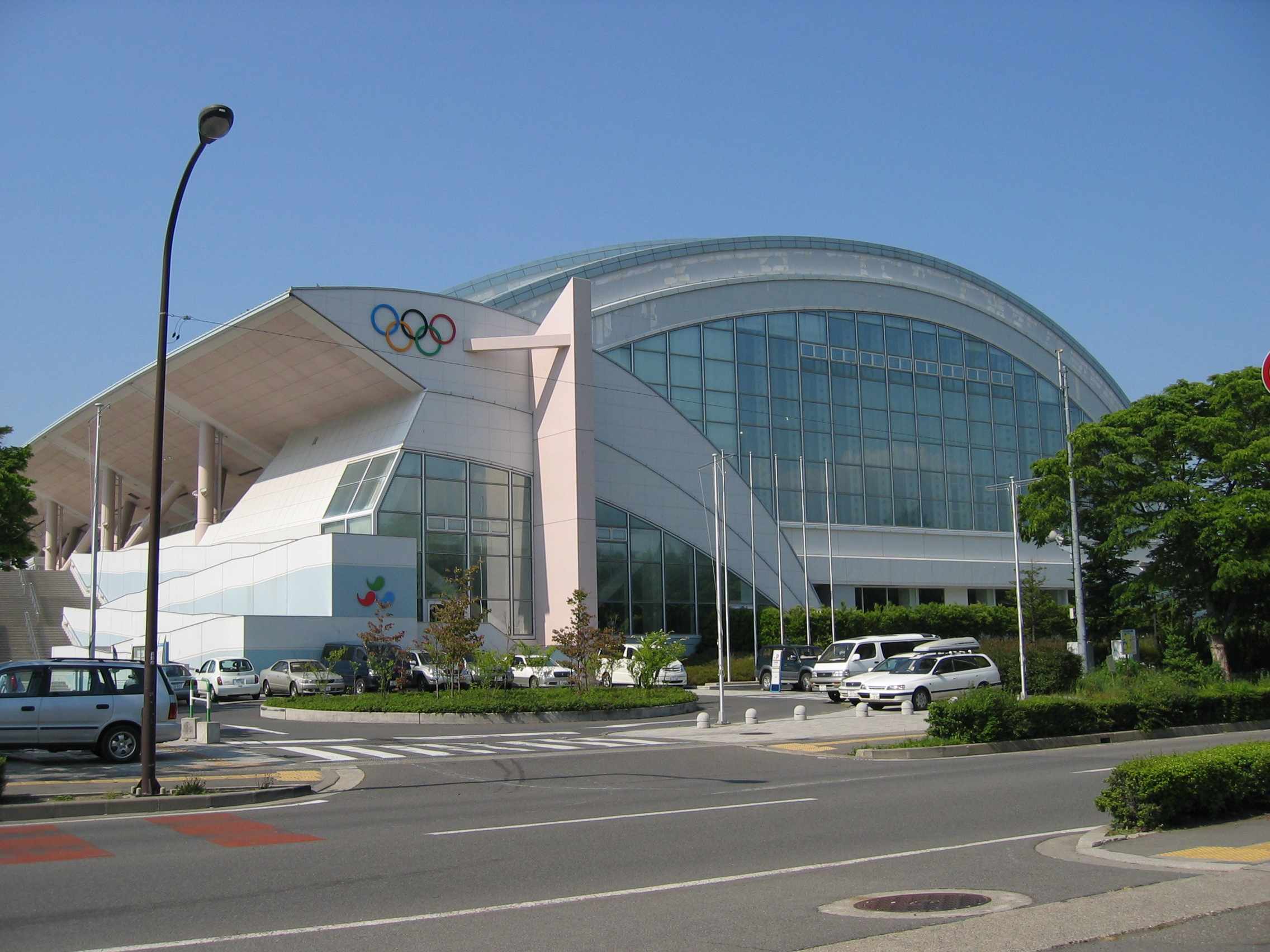
Aqua Wing Arena in Nagano

- Tijdens de openingsceremonie werd het Nederlandse team (10 mannen en 12 vrouwen) voorafgegaan door Carla Zijlstra (schaatsen) die de vlag droeg.
- De langste afstanden bij het heren schaatsen (5 en 10 kilometer) werden gedomineerd door deelnemers van Nederlandse afkomst. Gianni Romme won zowel de vijf als de tien kilometer met een nieuw wereldrecord. Rintje Ritsma werd tweede op de vijf kilometer en derde op de tien. Bart Veldkamp; geboren in Den Haag maar deze keer uitkomend voor België, won brons op de vijf. Ten slotte werd Bob de Jong tweede op de tien kilometer zodat daar een geheel Nederlands podium stond.
- Bij de dames was Marianne Timmer precies op tijd in vorm. Zij won overtuigend de 1500 en 1000 meter.
- Op de 1000 meter bij de heren was Jan Bos de grote favoriet, hij werd echter verslagen door Ids Postma. Postma won ook nog zilver op de 1500 meter.
- Erben Wennemars wist tijdens zijn eerste race voor het eerst de vijfhonderd meter onder de 36 seconden te rijden. In de tweede race werd hij in de laatste bocht uit de baan gereden door de Noor Grunde Njøs. Wennemars liep hierbij een ernstige schouderblessure op.

### Nederlandse medailles
| Medaille   | Winnaar         | Onderdeel            |
| ---------- | --------------- | -------------------- |
| Goud (5)   | Marianne Timmer | schaatsen, 1000 m.   |
| Goud (5)   | Marianne Timmer | schaatsen, 1500 m.   |
| Goud (5)   | Gianni Romme    | schaatsen, 5000 m.   |
| Goud (5)   | Gianni Romme    | schaatsen, 10.000 m. |
| Goud (5)   | Ids Postma      | schaatsen, 1000 m.   |
| Zilver (4) | Jan Bos         | schaatsen, 1000 m.   |
| Zilver (4) | Ids Postma      | schaatsen, 1500 m.   |
| Zilver (4) | Rintje Ritsma   | schaatsen, 5000 m.   |
| Zilver (4) | Bob de Jong     | schaatsen, 10.000 m. |
| Brons (2)  | Rintje Ritsma   | schaatsen, 1500 m.   |
| Brons (2)  | Rintje Ritsma   | schaatsen, 10.000 m. |

## Disciplines
Tijdens de Olympische Winterspelen van 1998 werd er gesport in zeven takken van sport. In veertien disciplines stonden 68 onderdelen op het programma.
| Olympische sport | Discipline         | Onderdelen                | Onderdelen                        | Onderdelen                                | Onderdelen                                | Onderdelen                                |
| ---------------- | ------------------ | ------------------------- | --------------------------------- | ----------------------------------------- | ----------------------------------------- | ----------------------------------------- |
| Biatlon          | Biatlon            | 10 km (m) 7,5 km (v)      | 20 km (m) 15 km (v)               | 4x 7,5 km (m) 4x 7,5 km (v)               | 4x 7,5 km (m) 4x 7,5 km (v)               | 4x 7,5 km (m) 4x 7,5 km (v)               |
| Curling          | Curling            | mannen                    | vrouwen                           | vrouwen                                   | vrouwen                                   | vrouwen                                   |
| Bobsleeën        | Bobsleeën          | 2-mansbob (m)             | 4-mansbob (m)                     | 4-mansbob (m)                             | 4-mansbob (m)                             | 4-mansbob (m)                             |
| Rodelen          | Rodelen            | 1-persoons (m)            | 1-persoons (v)                    | dubbel (open)                             | dubbel (open)                             | dubbel (open)                             |
| Schaatssport     | Kunstrijden        | mannen                    | vrouwen                           | paren                                     | ijsdansen                                 | ijsdansen                                 |
| Schaatssport     | Schaatsen          | 500 m (m) 500 m (v)       | 1000 m (m) 1000 m (v)             | 1500 m (m) 1500 m (v)                     | 5000 m (m) 3000 m (v)                     | 10.000 m (m) 5000 m (v)                   |
| Schaatssport     | Shorttrack         | 500 m (m) 500 m (v)       | 1000 m (m) 1000 m (v)             | 5000 m aflossing (m) 3000 m aflossing (v) | 5000 m aflossing (m) 3000 m aflossing (v) | 5000 m aflossing (m) 3000 m aflossing (v) |
| Skisport         | Alpineskiën        | afdaling (m) afdaling (v) | slalom (m) slalom (v)             | reuzenslalom (m) reuzenslalom (v)         | super-g (m) super-g (v)                   | combinatie (m) combinatie (v)             |
| Skisport         | Freestyleskiën     | aerials (m) aerials (v)   | moguls (m) moguls (v)             | moguls (m) moguls (v)                     | moguls (m) moguls (v)                     | moguls (m) moguls (v)                     |
| Skisport         | Langlaufen         | 10 km (m) 5 km (v)        | 15 km (m) 10 km (v)               | 30 km (m) 15 km (v)                       | 50 km (m) 30 km (v)                       | 4x10 km (m) 4x5 km (v)                    |
| Skisport         | Noordse combinatie | individueel (m)           | team (m)                          | team (m)                                  | team (m)                                  | team (m)                                  |
| Skisport         | Schansspringen     | normale schans (m)        | grote schans (m)                  | team grote schans (m)                     | team grote schans (m)                     | team grote schans (m)                     |
| Skisport         | Snowboarden        | halfpipe (m) halfpipe (v) | reuzenslalom (m) reuzenslalom (v) | reuzenslalom (m) reuzenslalom (v)         | reuzenslalom (m) reuzenslalom (v)         | reuzenslalom (m) reuzenslalom (v)         |
| IJshockey        | IJshockey          | mannen                    | vrouwen                           | vrouwen                                   | vrouwen                                   | vrouwen                                   |

### Mutaties
| Sport       | Nieuw                                                       | Verdwenen (t.o.v. 1994) | Wijzigingen/Opmerkingen |
| ----------- | ----------------------------------------------------------- | ----------------------- | ----------------------- |
| Curling     | Mannen Vrouwen                                              |                         | Nieuw, terugkeer        |
| Snowboarden | Halfpipe (m) Reuzenslalom (m) Halfpipe (v) Reuzenslalom (v) |                         | Nieuw, debuut           |
| IJshockey   | Vrouwen                                                     |                         | Nu 2 onderdelen         |
|             | +7                                                          | 0                       | +7                      |

## Kalender
| ● | Openingsceremonie | ● | Wedstrijden |  | Wedstrijden met medailles | G | Gala | ● | Sluitingsceremonie |

| Februari           | Februari           | za 7 | zo 8 | ma 9 | di 10 | wo 11 | do 12 | vr 13 | zat 14 | zo 15 | ma 16 | di 17 | wo 18 | do 19 | vr 20 | za 21 | zo 22 | Tot. |
| ------------------ | ------------------ | ---- | ---- | ---- | ----- | ----- | ----- | ----- | ------ | ----- | ----- | ----- | ----- | ----- | ----- | ----- | ----- | ---- |
| Alpineskiën        | Alpineskiën        |      |      |      | ●     | 1     |       | 2     |        |       | 2     | 1     |       | 2     | 1     | 1     |       | 10   |
| Biatlon            | Biatlon            |      |      | 1    |       | 1     |       |       |        | 1     |       |       | 1     | 1     |       | 1     |       | 6    |
| Bobsleeën          | Bobsleeën          |      |      |      |       |       |       |       | ●      | 1     |       |       |       |       | ●     | 1     |       | 2    |
| Langlaufen         | Langlaufen         |      | 1    | 1    | 1     |       | 2     |       | 1      |       | 1     |       | 1     |       | 1     |       | 1     | 10   |
| Curling            | Curling            |      |      | ●    | ●     | ●     | ●     | ●     | ●      | 2     |       |       |       |       |       |       |       | 2    |
| Kunstrijden        | Kunstrijden        |      | ●    |      | 1     |       | ●     | ●     | 1      | ●     | 1     |       | ●     |       | 1     |       |       | 4    |
| Freestyleskiën     | Freestyleskiën     |      | ●    |      |       | 2     |       |       |        |       | ●     |       | 2     |       |       |       |       | 4    |
| IJshockey          | IJshockey          | ●    | ●    | ●    | ●     | ●     | ●     | ●     | ●      | ●     | ●     | 1     | ●     |       | ●     | ●     | 1     | 2    |
| Rodelen            | Rodelen            |      | ●    | 1    | ●     | 1     |       | 1     |        |       |       |       |       |       |       |       |       | 3    |
| Noordse combinatie | Noordse combinatie |      |      |      |       |       |       | ●     | 1      |       |       |       |       | ●     | 1     |       |       | 2    |
| Shorttrack         | Shorttrack         |      |      |      |       |       |       |       |        |       |       | 2     |       | 1     |       | 3     |       | 6    |
| Schansspringen     | Schansspringen     |      |      |      |       | 1     |       |       |        | 1     |       | 1     |       |       |       |       |       | 3    |
| Snowboarden        | Snowboarden        |      | 1    |      | 2     |       | 1     |       |        |       |       |       |       |       |       |       |       | 4    |
| Schaatsen          | Schaatsen          |      | 1    | ●    | 1     | 1     | 1     | ●     | 1      | 1     | 1     | 1     |       | 1     | 1     |       |       | 10   |
| Totaal             | Totaal             |      | 3    | 3    | 5     | 7     | 4     | 3     | 4      | 6     | 5     | 6     | 4     | 5     | 5     | 6     | 2     | 68   |
| Cumulatief         | Cumulatief         |      | 3    | 6    | 11    | 18    | 22    | 25    | 29     | 35    | 40    | 46    | 50    | 55    | 60    | 66    | 68    | 68   |
| Ceremonies         | Ceremonies         | ●    |      |      |       |       |       |       |        |       |       |       |       |       |       |       | ●     |      |
| Februari           | Februari           | za 7 | zo 8 | ma 9 | di 10 | wo 11 | do 12 | vr 13 | zat 14 | zo 15 | ma 16 | di 17 | wo 18 | do 19 | vr 20 | za 21 | zo 22 | Tot. |

## Medaillespiegel
Er werden 205 medailles uitgereikt. Het IOC stelt officieel geen medailleklassement op, maar geeft desondanks een medailletabel ter informatie. In het klassement wordt eerst gekeken naar het aantal gouden medailles, vervolgens de zilveren medailles en tot slot de bronzen medailles.
In de volgende tabel staat de top-10 en het Belgische resultaat. Het gastland heeft een blauwe achtergrond en het grootste aantal medailles in elke categorie is vetgedrukt.
Zie de medaillespiegel van de Olympische Winterspelen 1998 voor de volledige weergave.
| Plaats | Land             | NOC | Goud | Zilver | Brons | Totaal |
| ------ | ---------------- | --- | ---- | ------ | ----- | ------ |
| 1      | Duitsland        | GER | 12   | 9      | 8     | 29     |
| 2      | Noorwegen        | NOR | 10   | 10     | 5     | 25     |
| 3      | Rusland          | RUS | 9    | 6      | 3     | 18     |
| 4      | Canada           | CAN | 6    | 5      | 4     | 15     |
| 5      | Verenigde Staten | USA | 6    | 3      | 4     | 13     |
| 6      | Nederland        | NED | 5    | 4      | 2     | 11     |
| 7      | Japan            | JPN | 5    | 1      | 4     | 10     |
| 8      | Oostenrijk       | AUT | 3    | 5      | 9     | 17     |
| 9      | Zuid-Korea       | KOR | 3    | 1      | 2     | 6      |
| 10     | Italië           | ITA | 2    | 6      | 2     | 10     |
|        |                  |     |      |        |       |        |
| 22     | België           | BEL | 0    | 0      | 1     | 1      |

## Deelnemende landen
Een recordaantal van 72 landen deed mee aan de Spelen. Dit waren er 5 meer dan bij de vorige editie.
Ten opzichte van de vorige editie ontbraken Amerikaans-Samoa, Fiji, Mexico, San Marino en Senegal. Vijf landen debuteerden: Azerbeidzjan, Kenia, Macedonië, Uruguay, Venezuela. Hun rentree maakten Ierland, India, Iran, Joegoslavië en Noord-Korea.